# Friedrich von Wieser
Friedrich Freiherr von Wieser (Viena, 10 de julho de 1851 - Salzburgo, 22 de julho de 1926) economista e sociólogo austríaco, foi um dos mais destacados de seu tempo. Considerado um dos maiores nomes  da Escola Austríaca junto com Carl Menger, Eugen von Böhm-Bawerk, Ludwig von Mises e Friedrich Hayek.
Contribuiu tanto com a sua escola de pensamento quanto com o meio acadêmico, no campo da microeconomia. Entre suas contribuições está a sua Teoria do Custo Alternativo(hoje chamado de Custo de Oportunidade).
Apesar do conceito de Utilidade Marginal ter sido desenvolvido anteriormente por William Stanley Jevons e por Carl Menger, Wieser também é considerado como o homem que cunhou o termo Utilidade Marginal

## Contribuições
Custo de Oportunidade: O custo de oportunidade representa os potenciais benefícios que um indivíduo, investidor ou negócio perde ao escolher uma alternativa em detrimento de outra.Esse conceito foi bem desenvolvido em suas obras, e apesar de ter sido ignorado por grandes economistas de sua época, como Alfred Marshall, o custo de oportunidade tornou-se algo muito importante na economia neoclássica e na Escola Austríaca de Economia, sendo hoje um conceito muito importante em microeconomia.
Teoria Subjetiva do Valor: Assim como os austríacos Menger e Bohm-Bawerk(e também os neoclássicos Jevons, Walras e John Bates Clark), Wieser contribuiu com a exposição da Teoria Subjetiva do Valor, podendo ser considerado como um direto sucessor do marginalismo. A exposição de Wieser se aproxima da exposição de Menger escrita em seu Principles of Economics(obra de Menger considerada como uma das principais obras da revolução marginalista). Wieser também criticou o que ele chamou de "teoria socialista do valor".
Utilidade Marginal: Wieser é conhecido como o homem que cunhou o termo "utilidade marginal", equivalente ao termo "grau final de utilidade" ou "utilidade final" de William Stanley Jevons.

## Teorias
Teoria da Imputação: A teoria da imputação, exposta pela primeira vez por Carl Menger , sustenta que os preços dos fatores são determinados pelos preços de produção. Ou seja, o valor dos fatores de produção é a contribuição individual de cada um no produto final, mas seu valor é o valor do último que contribuiu para o produto final (a utilidade marginal antes de atingir o ponto Ótimo de Pareto). Assim, Wieser identificou uma falha na teoria da imputação exposta por seu professor, Carl Menger: A sobrevalorização pode ocorrer caso alguém se depare com economias onde os lucros saltam (máximos e mínimos em sua função de utilidade, onde sua primeira derivada é igual a 0). Wieser então sugeriu como alternativa a solução simultânea de um sistema de equações industriais: 
Indústria 1: X + Y = 300.
Indústria 2: 6X + Z = 900.
Indústria 3: 4Y + 3Z = 1700 
X = 100, Y = 200, Z = 300.
Dado que um fator é usado na produção de uma gama de bens de primeira ordem, seu valor é determinado pelo bem que vale menos entre todos os bens da gama. Esse valor é determinado na margem, a utilidade marginal da última unidade do bem menos valioso produzido pelo fator. Em conexão com seu custo de oportunidade, o valor assim derivado representa um custo de oportunidade em todas as indústrias, e os valores dos fatores de produção e bens são determinados em todo o sistema.